# Tratado de Neuilly-sur-Seine

Pérdidas territoriales búlgaras por el Tratado de Neuilly:
Territorio tras el Tratado
Pérdidas territoriales

El Tratado de Neuilly-sur-Seine fue firmado el 27 de noviembre de 1919 en Neuilly-sur-Seine (Francia) entre el Reino de Bulgaria y las potencias vencedoras en la Primera Guerra Mundial.
De acuerdo con lo estipulado en el tratado, Bulgaria reconocía el nuevo reino de los Serbios, Croatas y Eslovenos (Yugoslavia), se comprometía a pagar cuatrocientos cincuenta millones de dólares en concepto de indemnización y reducía su Ejército a veinte mil soldados. Además, perdía cuatro enclaves de terreno occidental en favor de Yugoslavia y cedía Tracia occidental al Reino de Grecia, por lo que quedaba sin acceso al mar Egeo.
El tratado es conocido en Bulgaria como la «Segunda Catástrofe Nacional», siendo la primera su derrota en la guerra balcánica de 1913.

## Negociaciones
Los delegados búlgaros eran tan variados como el nuevo Gobierno de coalición del que provenían: el primer ministro Teodorov y Mijaíl Srafov eran políticos conservadores y rusófilos, Mijaíl Ganev era un radical y Ianko Sakarov un socialista y Stamboliski representaba a los agrarios. El principal asesor de la delegación era el veterano diplomático Dimitar Stanchov.
La delegación búlgara llegó a París el 26 de julio de 1919 y pronto quedaron limitados sus movimientos, prohibiéndosele visitar la capital y quedando vigilada por detectives, que debían acompañarles en sus paseos por los bosques cercanos al Palacio de Madrid de Neuilly, donde fue instalada y en sus visitas a la cercana Neuilly-sur-Seine. Su correspondencia fue censurada y a sus miembros se les prohibió recibir visitas. La delegación permaneció de esta manera durante dos meses y no pudo participar en la preparación del tratado de paz. La delegación regresó a Bulgaria tras las elecciones de agosto que llevaron a Alejandro Stamboliski a la presidencia del Consejo de Ministros de un nuevo Gobierno de coalición, que acabó formándose en octubre tras los intentos fallidos de incluir a socialistas y comunistas. El arresto de los antiguos ministros del Gobierno durante la guerra mundial no sirvió para congraciarse con los vencedores de la contienda, aunque fue un gesto popular en Bulgaria. Los intentos de los búlgaros de evitar la devolución de Macedonia a Serbia mediante la propuesta de creación de una Macedonia autónoma fue rechazada.
El 19 de octubre, los Aliados presentaron sus condiciones para firmar la paz, que resultaron ser mucho peores de lo esperado por los delegados búlgaros. Estos solicitaron diez días para preparar su respuesta, que les fueron concedidos; el 24 de octubre se presentó esta, que solo produjo cambios menores en la redacción presentada por los Aliados. Los intentos de presentar al país como una nueva nación pacífica y democrática, diferente de la que se les había enfrentado en la guerra, fracasaron. La delegación regresó a Bulgaria, donde el presidente de la misma, el anterior primer ministro, Teodor Teodorov, expresó su oposición a firmar el tratado impuesto por las potencias; ante la imposibilidad de oponerse a él por la fuerza, Stamboliski y el rey decidieron aceptarlo. Los Aliados habían concedido hasta el 13 de noviembre de 1918 a Bulgaria para que indicase si estaba dispuesta a aceptar las condiciones estipuladas, tras rechazar sus alegaciones el 3; el 12 de noviembre el Gobierno comunicó su disposición a firmar incondicionalmente el tratado. Stamboliski regresó como único delegado a París, donde trató infructuosamente de mejorar las condiciones impuestas. El 27 de noviembre de 1919 rubricó el tratado de paz en el ayuntamiento de Neuilly. El parlamento búlgaro lo ratificó el 12 de enero de 1920.

## Disposiciones del tratado
El tratado de paz constaba de trece apartados, que agrupaban condiciones de distinta índole distribuidas en 296 artículos:
- El primero trataba sobre la nueva Sociedad de Naciones.[11]
- El segundo trazaba las nuevas fronteras de Bulgaria, que pierde en favor del Reino de los Serbios, Croatas y Eslovenos las poblaciones de Bosilegrad, Dimitrovgrad y Strumica.[11]
- El tercero incluía las «cláusulas políticas», que incluían las condiciones sobre las relaciones internacionales del país y las protección de las minorías.[11]
- El cuarto contenía las condiciones sobre el Ejército y la Armada.[11]
- El quinto trataba sobre prisioneros de guerra y las tumbas de los caídos en la contienda.[11]
- El sexto contenía el tratamiento de aquellos culpables de crímenes de guerra.[11]
- El séptimo se refería al pago de compensaciones de guerra.[11]
- El octavo trataba de finanzas.[11]
- El noveno contenía las cláusulas económicas.[11]
- El décimo versaba sobre la navegación aérea.[11]
- El décimo primero, sobre puertos, ferrocarriles y vías fluviales.[11]
- El décimo segundo, sobre asuntos laborales.[11]
- El décimo tercero y último reunía cláusulas variadas.[11]

La oposición búlgara al tratado se concentraba en los apartados segundo (el territorial), cuarto (las restricciones militares) y séptimo (las compensaciones económicas a los vencedores). El tratado no se basó, como esperaban los representantes búlgaros, en los Catorce Puntos del presidente estadounidense Woodrow Wilson, sino en motivos estratégicos y el deseo de los vencedores de evitar futuras agresiones búlgaras contra sus vecinos. Los Aliados consideraban al país culpable de haber alargado la contienda al permitir las comunicaciones y abastecimiento de los Imperios Centrales durante su primer periodo de neutralidad y más tarde de haber participado del lado de estos en el ataque a Serbia en septiembre de 1915.

### Consecuencias territoriales
La Dobruja meridional hubo de ser devuelta a Rumanía, a pesar de contar por entonces con mayoría búlgara, y de haber defendido los Estados Unidos su cesión a Bulgaria durante las conversaciones sobre la redacción del tratado de paz. En el Sur recibió un pequeño territorio al noroeste de Edirne, pero en el oeste hubo de devolver Macedonia y los territorios del valle del Morava conquistados durante la guerra, aunque el tratado no incluía mención alguna sobre Macedonia. Hubo de ceder a la nueva Yugoslavia además tres pequeños territorios que permitían el acceso al valle del Morava, con unos 92 000 habitantes. Tracia occidental (de mayoría musulmana) quedó también bajo administración temporal aliada, que debía decidir a quién entregarla. El artículo 48, por el contrario, afirmaba el compromiso de los Aliados de conceder un acceso económico (aunque no necesariamente territorial) a Bulgaria en el Egeo. Tracia quedaba fuera del territorio búlgaro para proteger Constantinopla y los estrechos turcos de posibles agresiones. Si en 1915 Bulgaria contaba con 47 750 km² y 5,5 millones de habitantes, en 1921 estos habían quedado reducidos a 45 000 km² y 5,2 millones. Se calcula que alrededor de un millón de macedonios se consideraban por entonces búlgaros y quedaron fuera de las nuevas fronteras trazadas en el tratado de paz.

### Condiciones militares
El tratado, único entre todos los firmados con las naciones derrotadas, estipulaba el número de rifles que podían utilizar las fuerzas de seguridad búlgaras (33 000). De ellos, veinte mil quedaban reservados para el Ejército y tres mil para guardafronteras. El Ejército quedó limitado a veinte mil soldados, la gendarmería a diez mil hombres y Bulgaria podía contar únicamente con tres mil guardafronteras. Se prohibió el servicio militar obligatorio y se impuso un Ejército de voluntarios, con veinte años de servicio para los oficiales y doce para los suboficiales. Se prohibía que la proporción de oficiales superase el 5 % de la tropa y quedaban prohibidas las maniobras o la planificación de campañas militares. La mayor unidad militar permitida era la división. Se limitó el armamento que podía mantener el Ejército y la Armada.

### Indemnizaciones de guerra
Se impuso a Bulgaria el pago de dos mil doscientos cincuenta millones de francos-oro o noventa millones de libras, que debían pagarse en plazos semestrales durante treinta y ocho años. Además, Bulgaria debía entregar a Serbia cincuenta mil toneladas de carbón durante cinco años y entregar a los países vecinos vencedores cierta cantidad de ganado. Se establecía la creación de una comisión para administrar y vigilar el pago de estas compensaciones. estas compensaciones tardaron en llegar demasiado, y tras la llegada de Hitler al poder, si interrumpen estas medidas.

## Consecuencias y aplicación
Las principales consecuencias para Bulgaria provinieron de la obligación de pagar compensaciones a los vencedores. La comisión encargada de gestionar y vigilar los pagos, dirigida por representantes de Francia, Italia y el Reino Unido, contaba con sus propios agentes y podía decidir qué impuesto o ingresos del Estado debían destinarse al pago. Los plazos suponían además una parte importante de los ingresos del Estado, alrededor de un 55 % de su presupuesto y la dificultad del pago creció por la devaluación progresiva de la divisa nacional, que perdió un 700 % de su valor entre 1919 y 1923.
La pérdida de Dobruya y Tracia, regiones de gran producción de cereal y tabaco respectivamente, productos que constituían el grueso de las exportaciones búlgaras (el tabaco representaba el 70 % de las exportaciones en 1917), dificultó la adquisición de divisas y el pago de las compensaciones de guerra. Las pérdidas territoriales también conllevaron la llegada de cientos de miles de refugiados y el aumento de los gastos del Estado en su atención. Su número en 1920 se calcula en alrededor de tres cuartos de millón de personas. Tracia fue finalmente entregada a Grecia, a pesar de las esperanzas búlgaras de recuperarla, y se sucedieron las negociaciones para que Bulgaria obtuviese el acceso al Egeo que prometía el tratado. Nunca se llegó a ningún acuerdo entre las dos naciones y la propuesta de que Grecia cediese Dedeagach y un corredor hasta la costa a cambio de un territorio equivalente no llegó a fructificar debido a la interrupción de las conversaciones por el golpe de Estado que acabó con Stamboliski. Dobruya meridional volvió a poder de Sofía únicamente en 1940 por los acuerdos de Craiova favorecidos por el Eje.
El pago de compensaciones, sin embargo, se redujo notablemente: el primer pago se aplazó de 1921 a 1923 por acuerdo con los acreedores y ese año se aprobó un nuevo acuerdo de pago que alargó los plazos hasta 1983 en dos partes: quinientos cincuenta millones se habían de pagar en los primeros sesenta años y mil setecientos a partir de entonces hasta 1983. El primer pago pasaba de ciento cinco millones a únicamente cinco; en realidad, cuando el pago se abandonó en 1932, Bulgaria solamente había entregado cuarenta millones.